# André Verrier (linguiste)
Pour les articles homonymes, voir Verrier.
André Verrier (né le 27 décembre 1907 à Rozay-en-Brie et mort le 11 octobre 1995 à Paris) est un linguiste et celtiste français, traducteur de langue irlandaise. Il est l'auteur d'une anthologie de poésie irlandaise.

## Citation
« Cet éminent celtiste a traduit dans une exceptionnelle écriture poétique une part considérable de la poésie irlandaise »

— Jean-Paul Savignac, préface à Merde à César.

## Ouvrage
- Ossianiques : cycle de poèmes choisis / trad. du gaélique et présentés par André Verrier. - Paris : la Différence, 1989. - 126 p. ; 17 cm. - (Orphée, 0993-8672 ; 28)

Texte irlandais et trad. française en regard. Trad. du gaélique  (ISBN 2-7291-0431-3).

## Traduction
- O'BRIEN (Flann) Le Pleure-misère ou la Triste Histoire d'une vie de chien. Illustré par Ralph Steadman et traduit de l'irlandais par André Verrier et Alain Le Berre. Roman. 1984. 120 p. Repris au catalogues des éditions Ombres.